# 西乾鄜道
西乾鄜道，清朝设置的道，属于陕西省。
顺治二年（1645年）设督粮道，驻西安府。雍正三年（1725年），兼巡西安府、凤翔府、耀州、州、邠州。雍正十三年（1735年）四月兼巡西安府、凤翔府、州、邠州。乾隆九年（1744年），改辖西安府、乾州。乾隆十三年（1748年），布政使司参议衔。乾隆二十五年（1760年），增辖鄜州直隶州，称督粮西乾鄜道。光绪三年（1904年）八月，裁撤。